# Gynnidomorpha permixtana
Gynnidomorpha permixtana es una especie de polilla tortrícida perteneciente a la tribu Cochylini, de la subfamilia Tortricinae, orden Lepidoptera. Fue descrita científicamente por Michael Denis y Ignaz Schiffermüller en 1775.
Cuenta con una envergadura de 11-13 mm. Suele habitar en terrenos baldíos, brezales húmedos y musgos.

## Distribución
Se distribuye por Europa, en Austria, Polonia, Estonia, Dinamarca, Ucrania, Rusia, Irlanda, Reino Unido, Suecia y Finlandia.